# Poni Hoax
Poni Hoax ist eine fünfköpfige französische Pop-Rock-Band. Sie wurde 2001 in Paris gegründet.
Unter dem Titel Budapest erschien 2005 die erste EP der Band, im Jahr darauf das nach der Gruppe benannte Debütalbum.
Die fünf Musiker sind stilistisch von der elektronischen Musik der 1980er Jahre beeinflusst.

## Derzeitige Mitglieder
- Laurent Bardainne (Komponist, Klavier)
- Nicolas Villebrun (Gitarre)
- Arnaud Roulin (Klavier)
- Vincent Taeger (Schlagzeug)

## Ehemalige Mitglieder
- Nicolas Ker (Text, Gesang) († 2021)

## Diskografie

### Alben
- Poni Hoax (2006, Tigersushi)
- Images of Sigrid (2008, Tigersushi)
- A State of War (2013, Pan European)
- Tropical Suite (2017)

### Singles and EPs
- Budapest EP (2005, Tigersushi)
- She’s on the Radio (2006, Tigersushi)
- Involutive Star EP (2007, Tigersushi)
- Antibodies (2007, Tigersushi)
- Hypercommunication (2008, Tigersushi)
- The Bride Is on Fire (2008, Tigersushi)
- We Are the Bankers (2010, Abracadabra Records)
- Life in a New Motion (2012, Pan European)
- The Wild (2017, Pan European)